# ホセ・カルロス・マリアテギ

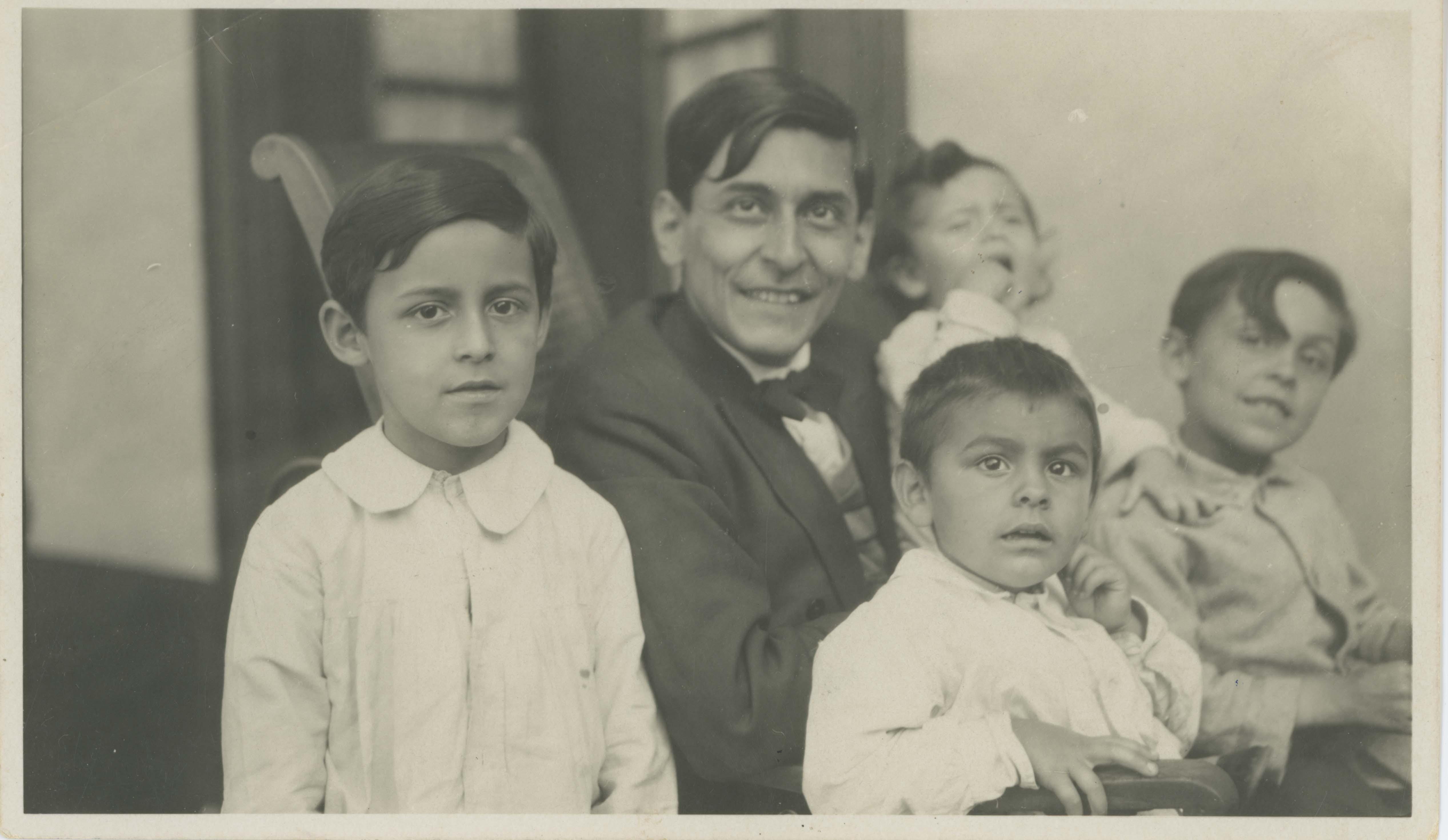
マリアテギと息子たち (1929年)

ホセ・カルロス・マリアテギ（José Carlos Mariátegui、1894年6月14日 - 1930年4月16日）は、20世紀ペルーの政治思想家、ジャーナリスト。「ラテンアメリカ最初のマルクス主義者」と称される。

## 略伝

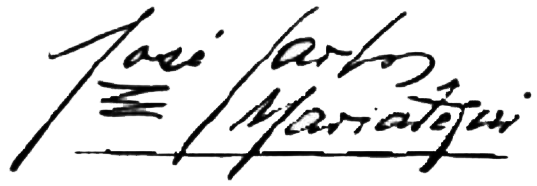
サイン

ペルー南部のモケグア市（フニン通り4番地）で生まれる。父は独立戦争を指導したリマの旧家の出身であったが、ホセが生まれたときには家を出ていた。生後すぐに母とともにリマに移転、5歳の時にリマ北方の港町ウアチョに引っ越して小学校教育を受ける。8歳の時に血腫で左膝を痛め、以来左足が不自由になる。4年間の病院生活の間で、手に入る書物をすべて読みあさったという。
14歳からリマの『ラ・プレンサ』紙で働き、20歳頃からファン・クロニケル（Juan Croniquer）のペンネームで詩を書きはじめた。1916年『コロニダ』誌への参加をとおしペルーの社会批判運動に加わった。同じ年に親友とともに『エル・ティエンポ』紙の発行を開始し、政治への発言を行うようになった。1918年には雑誌『ヌエストラ・エポカ』の発行にたずさわる。
1919年の『ラ・ラソン』紙を発行し、その中でアルゼンチンから大陸中に広がった大学改革運動を支持し、労働運動を支援する。この新聞は「人民のための新聞」を目指すことを宣言し政府と対決する姿勢を見せたことで、その年の8月にレギア大統領は新聞の発禁とマリアテギらの国外追放を命じた。
大統領により政府特派員という身分を与えられた上で、マリアテギは1923年までイタリア・フランス・ドイツ・オーストリアをめぐり、マルクス主義を知り社会主義への傾倒がいっそう強まった。帰国後、ゴンサレス・プラダ人民大学の講師をつとめ、学生連盟の機関紙『クラリダ』を編集した。この雑誌にはアメリカ革命人民同盟の創設者ビクトル・ラウル・アヤ・デ・ラ・トーレが関わってる。さらに1926年『アマウタ』誌を発刊し、1928年に主著『ペルーの現実解釈のための七試論　7 ensayos de Interpretación de la Realidad Peruana』を発表した。同じ年、かつての盟友アヤ・デ・ラ・トーレと路線の対立により訣別し、9月16日にペルー社会党を創立し、自らは書記長となった。1929年のペルー労働総同盟（CGTP）の結成に尽力するも、その年の5月にラテン・アメリカ労働組合会議、6月の第1回ラテン・アメリカ共産主義者会議において、ペルー社会党の綱領はコミンテルン派の非難を浴び、すでに病床にあったマリアテギは反論するいとまなく、翌年4月に没する。

## 思想
1. 国際共産主義運動への連帯
2. 帝国主義支配に対して階級的視点(労働者と農民の同盟)から反抗を組織する。ペルーの中間階級は白人文化への親近感を持ち先住民と協力はしない、という現実を認識する。
3. インディヘニスモ　：「まず先住民の復権に着手しなければ、ペルーに社会主義は根付かないであろう」という考え方であり、先住民の共同体は社会主義の基礎になりうるとも考えた。

マリアテギ思想の特徴は「ペルーの現実」という個別性を強調することにあり、諸国の共産党の独立、共産党内の異論を許さないコミンテルンの方針からすると、否定されるべき特徴ではあった。ペルー社会党内のマリアテギ派の排除がすすみ、1930年5月20日に社会党は名称をペルー共産党とし、マリアテギの政治思想は、コミンテルンの内部ではアナーキストやトロツキストと同一視され、非難された。その後1942年に共産党書記長ホルヘ・デル＝プラド・チャベスにより、マリアテギの復権が始まり、「マルクス・レーニン・スターリン主義者」として再評価されるにいたった。現在のペルーにとって、マリアテギは最高の国民的知識人であり、左翼運動の象徴としてトゥパク・アマルやセンデロ・ルミノソをふくむあらゆる政治勢力が彼の名を挙げる。2011年にペルーの大統領となったオジャンタ・ウマラの設立した与党であるペルー民族主義党もマリアテギの影響を自負している。

## 著作
- Obras completas de José Carlos Mariátegui(1972)：マリアテギの全集。20巻。